# Lincoln Lions
Lincoln Lions (español: los leones de Lincoln) es el nombre de los equipos deportivos de la Universidad Lincoln, situada en el Condado de Chester, Pensilvania. Los equipos de los Lions participan en las competiciones universitarias organizadas por la NCAA, y forman parte desde 2008 de la Central Intercollegiate Athletic Association, tras haber permanecido en ella previamente desde su fundación en 1912 hasta 1980.

## Programa deportivo
Los Lions compiten en 5 deportes masculinos y en otros 6 femeninos:
| - Masculino - Baloncesto - Béisbol - Fútbol americano - Cross - Atletismo | - Femenino - Baloncesto - Voleibol - Cross - Atletismo - Softball - Fútbol |

## Instalaciones deportivas
- Manuel Rivero Hall es el pabellón donde disputan sus competiciones los equipos de baloncesto y voleibol. Tiene una capacidad para 2.500 espectadores y fue inaugurado en 1973.[1]

- Lincoln University Stadium es el estadio donde disputan sus encuentros el equipo de fútbol americano.[2]